# Валерий Гарпократион
Валерий Гарпократион (греч. Ἁρποκρατίων; Harpocratĭon) — греческий ритор и грамматик из Александрии, время жизни которого относят то ко II в. н. э., то к IV веку, так как места позднейших авторов, в которых упоминается о нём критикою, признаны сомнительными (см. Meier, opusc. II, p. 151.). От него осталось сочинение «Λεξικὸν τῶν δέκα ῥητόρων», содержащее частью исторические сведения о более или менее известных лицах и происшествиях, упоминаемых встречающихся у них судебных выражений, причём автор пользовался многими ныне потерянными источниками. Кроме того, сочинение содержит заметки, относящиеся к истории аттического красноречия и греческой литературы вообще.